# Caspian Airlines
Caspian Airlines (tiếng Iran: هواپیمایی کاسپین, mã IATA = RV, mã ICAO = CPN) là hãng hàng không có trụ sở ở Tehran (Iran). Hãng có căn cứ ở Sân bay quốc tế Imam Khomeini và hiện có các tuyến đường quốc nội cùng 6 tuyến đường quốc tế.

## Lịch sử
Caspian Airlines là hãng hàng không liên doanh giữa Nga và Iran, được thành lập năm 1993 và bắt đầu hoạt động từ tháng 9 năm 1993.

## Các nơi đến
(Tháng 2/2008):
- Iran

- Ahvaz
- Mashhad
- Tabriz
- Tehran

- Armenia

- Yerevan

- Belarus

- Minsk

- Các Tiểu vương quốc Ả Rập Thống nhất

- Dubai

- Hungary

- Budapest

- Syria

- Damascus

- Ukraina

- Kiev

## Đội máy bay
(tháng 3/2008):
- 1 McDonnell Douglas MD-82
- 4 Tupolev Tu-154M

## Tai nạn và sự kiện liên quan
Vào ngày 17 tháng 7 năm 2009, chuyến bay 7908 theo kế hoạch từ Tehran, Iran, đến Yerevan, Armenia, đã rơi xuống làng Jannatabad, tỉnh Qazvin, đông bắc Iran vào ngày 15 tháng 7 năm 2009. Tất cả 153 hành khách và 15 thành viên phi hành đoàn (tổng cộng 168) trên chuyến bay được thông báo đã chết.